# Centre d'Amics
El Centre d'Amics o, en el seu nom en castellà, Centro de Amigos, va ser una societat obrera creada a Reus amb finalitats instructives i de resistència, de caràcter socialista llibertari i laïcista, vinculada a la Federació de Treballadors de la Regió Espanyola (FTRE).

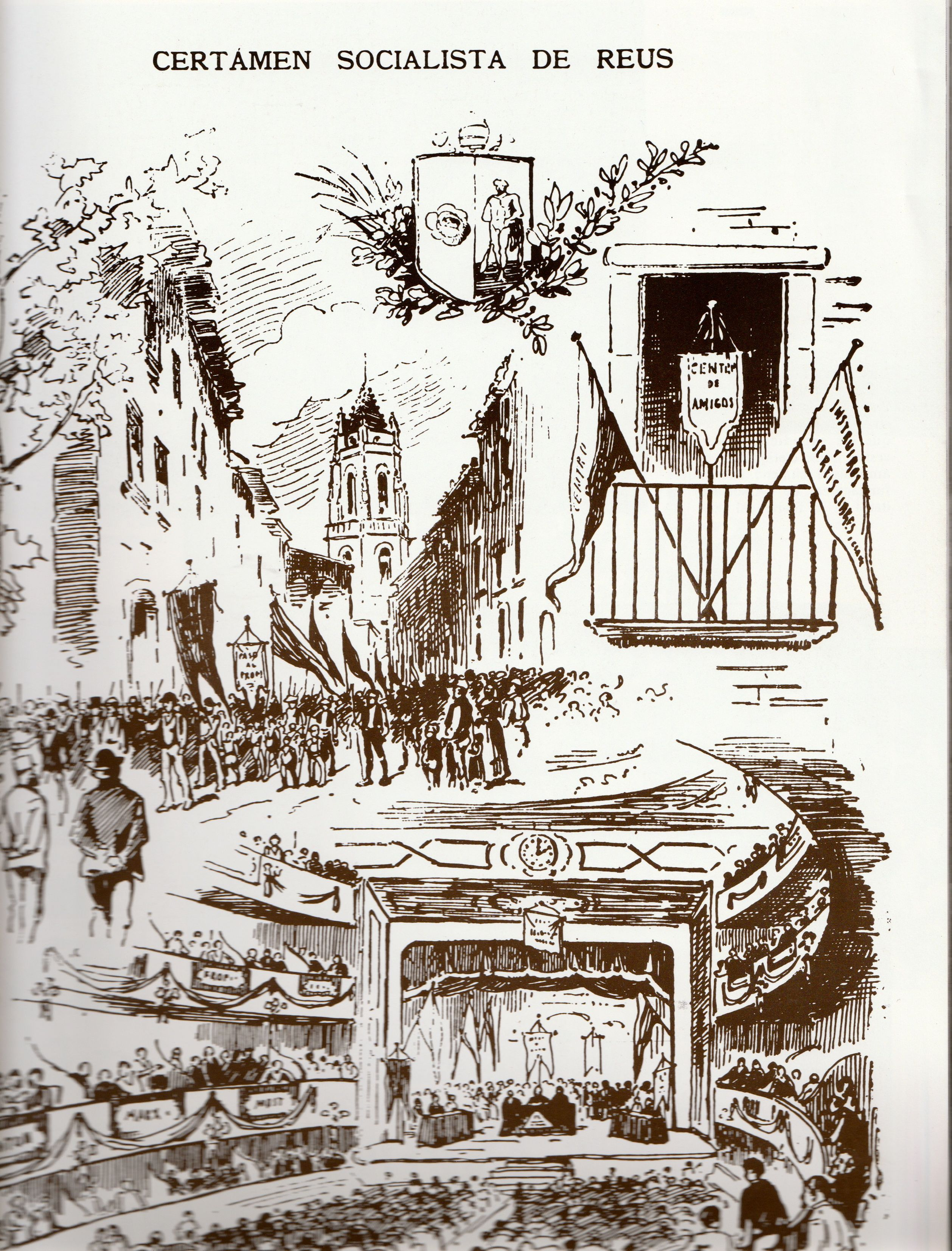
Gravat del periòdic La Tramontana que representa la celebració del Primer certamen Socialista a Reus el 1885

Tenia la seu a la Plaça del Víctor, al carrer Ample i agrupava diverses organitzacions obreres reusenques. El nom, segons Garcia Oliver, era un eufemisme per amagar que es tractava d'un centre de reunions dels anarquistes, que en aquella època tenien gran importància a la ciutat. Era un centre instructiu, amb una bona biblioteca i subscrit als periòdics anarquistes del moment. Passaven freqüentment pel seu local reusencs vinculats al moviment anarquista residents fora de la ciutat, com ara Josep Llunas i Cels Gomis.

## El Primer Certamen Socialista
L'activitat més coneguda de les portades a terme pel Centre d'Amics és el Primer Certamen Socialista. Organitzat per l'agost de 1884 volia posar en relleu la força intel·lectual de la classe obrera. Aquell mateix any s'havia celebrat a Reus, sota els auspicis del Centre de Lectura, un certamen literari amb motiu de la inauguració de la línia de ferrocarril de Madrid a Saragossa i Barcelona, en el tram que corresponia a la ciutat. El Centre d'Amics va oferir un premi, un hemisferi de plata, a un treball relatiu a la qüestió social, que va quedar desert. La Junta del Centre d'Amics va decidir organitzar aquell certamen, que va tenir un gran ressò a l'estat espanyol i internacionalment, i va ser recollit per la premsa anarquista de l'època de països europeus i americans, com ara Portugal, França, Itàlia, Argentina, Cuba i Estats Units d'Amèrica. Va tenir un èxit esclatant i es va repetir en anys posteriors per diverses ciutats de Catalunya. Els actes del Certamen Socialista (un altre eufemisme segons Garcia Oliver per encobrir la ideologia dels que hi participaven) van començar el matí del diumenge 12 de juliol de 1885, amb una manifestació que des del local del Centre d'Amics a la plaça del Víctor, va transcórrer pacíficament pel centre de la població passant pel Fossar Vell fins al Teatre Principal, a la plaça de Catalunya. Els manifestants portaven estendards i banderes, amb lemes com "Paso al Progreso", portats per nens de 10 anys fills de membres de Centre d'Amics, i "Instruiros y sereis libres" que portaven veterans del moviment obrer local. Arribats al Teatre, guarnit amb garlandes i amb rètols amb noms com Plató, Marx, Kropotkin… el representant de l'Ajuntament, Pere Nolasc Gay, va obrir l'acte. Es va llegir la memòria de la comissió organitzadora i el delegat de la comissió d'instrucció del Centre d'Amics va llegir un discurs en català. Es van atorgar els premis tot seguit, enmig dels aplaudiments de la gent que emplenava el teatre. Entre els treballs premiats figuraven el d'Anselmo Lorenzo i el de Josep Llunas, director de La Tramontana, que era una apologia de la FRTE i que va ser llegit pel mateix Llunas. Emili Guanyavents també hi participà, i es va donar un premi a l'himne Hijos del Pueblo, després divulgat pels grups anarquistes. Serrano Oteiza va guanyar un premi amb la novel·la utòpica Pensativo, que va aconseguir una gran difusió. L'acte va finalitzar amb l'agraïment dels organitzadors a tots els assistents i a l'Ajuntament per assistir i cedir el local. A la sortida es va formar una altra manifestació fins a la plaça del Víctor, on es va dissoldre sense incidents. Els treballs premiats al Primer Certamen Socialista es van imprimir en un volum el mateix 1885, publicat pel Centre d'Amics. Aquesta entitat va participar activament el 1887 en la formació a Reus de la Societat de Lliurepensadors, on van confluir amb destacats republicans, especialment federals i progressistes, i personalitats del moviment llibertari com ara Joan Montseny. El 1889 el Centre d'Amics obria classes de dibuix i d'ensenyança primària a la seva seu.